# Carleton Watkins
Carleton Watkins (Oneonta, Nova York, 11 de Novembro de 1829 – Napa, Califórnia, 1916) foi um fotógrafo americano do século XIX. Mudou-se para a Califórnia e rapidamente se interessou por fotografia. Concentrou-se principalmente na fotografia de paisagens, tendo o vale de Yosemite como um de seus temas favoritos. Suas imagens do vale influenciaram significativamente a decisão do Congresso dos Estados Unidos de preservar o local como um Parque Nacional.